# Finn Bennett
Finn Bennett (* 27. Dezember 1999 in Homerton) ist ein irisch-britischer Schauspieler.

## Leben und Karriere
Bennett wurde am 27. Dezember 1999 als Sohn von Ronan Bennett, einem irischen Romanautor und Drehbuchautor, und Georgina Henry, einer britischen Journalistin, geboren. Er besuchte die Stagecoach Performing Arts in Islington.
Sein Debüt gab er 2010 in einer Folge in Foyle's War. Anschließend war er 2015 in dem Fernsehfilm Cider with Rosie zu sehen. 2017 trat er in der Serie Liar auf. Außerdem bekam Bennett 2021 eine Rolle in Domina. Im selben Jahr wurde er für den Film A Banquet gecastet. Seit 2024 spielt er in der vierten Staffel von True Detective die Hauptrolle.

## Filmografie
Filme
- 2015: Cider with Rosie
- 2019: Wer wir sind und wer wir waren (Hope Gap)
- 2020: Surge
- 2021: A Banquet
- 2025: Warfare
- 2025: Eye for an Eye

Serien
- 2010: Foyle's War
- 2013: Top Boy
- 2017: Liar
- 2018: Kiri
- 2021: Domina
- 2024: True Detective
- 2024: Black Doves

## Auszeichnungen

### Nominiert
- 2024: Astra TV Awards in der Kategorie „Bester Nebendarsteller in einer Miniserie oder einem Fernsehfilm“[5]